# 洛克希德C-141"星"式运输机
洛克希德C-141舉星者运输机（英語：Lockheed C-141 Starlifter）是一种军用战略运输机，由洛克希德公司所開發製造，美國空軍的军用空运服务（MATS）及後繼單位军事空运司令部（MAC）、美國空軍機動司令部（AMC）使用。C-141型機也由後備空军（AFRES，後改名為空军后备队指挥部（AFRC））、空中国民警卫队（ANG）的空运和空中机动部队，以及空軍教育和训练指揮部（AETC）使用。
为了取代C-124環球霸王II和C-133貨運霸王等速度较慢的螺旋桨运输机，C-141依照於1960年提出的要求设计，并于1963年首次飞行。自1965年开始，共交付了285架，包括空军284架，以及一架给美国国家航空航天局（NASA）用作空中观测台。本型機服役了40多年，最後一架C-141於2006年退役，美国空军改用波音C-17环球霸王III型运输机。

## 发展歷史
在1960年代初期，美国空军的军用航空运输服务（MATS）依靠大量螺旋桨飞机进行战略空运。 當時這些運輸機已經過時，美國空軍希望能有噴射動力提供運輸的優點，订购了48架波音C-135作为临时措施。C-135有效填補了此一需求，但機身只有側邊機門，無法裝卸许多超大型和重型货物。
在1960年春天，空军发布了特別需求提案182號，徵求一種能够执行战略和战术空运任务的新型飞机。 战略运输方面要求為载重为60,000磅（27,000公斤）下任務半径至少3,500海里（6,500公里）； 战术運輸方面要求能够执行低空空投物資以及傘兵。 對此提案做出回應的公司包括波音，洛克希德和通用动力公司。

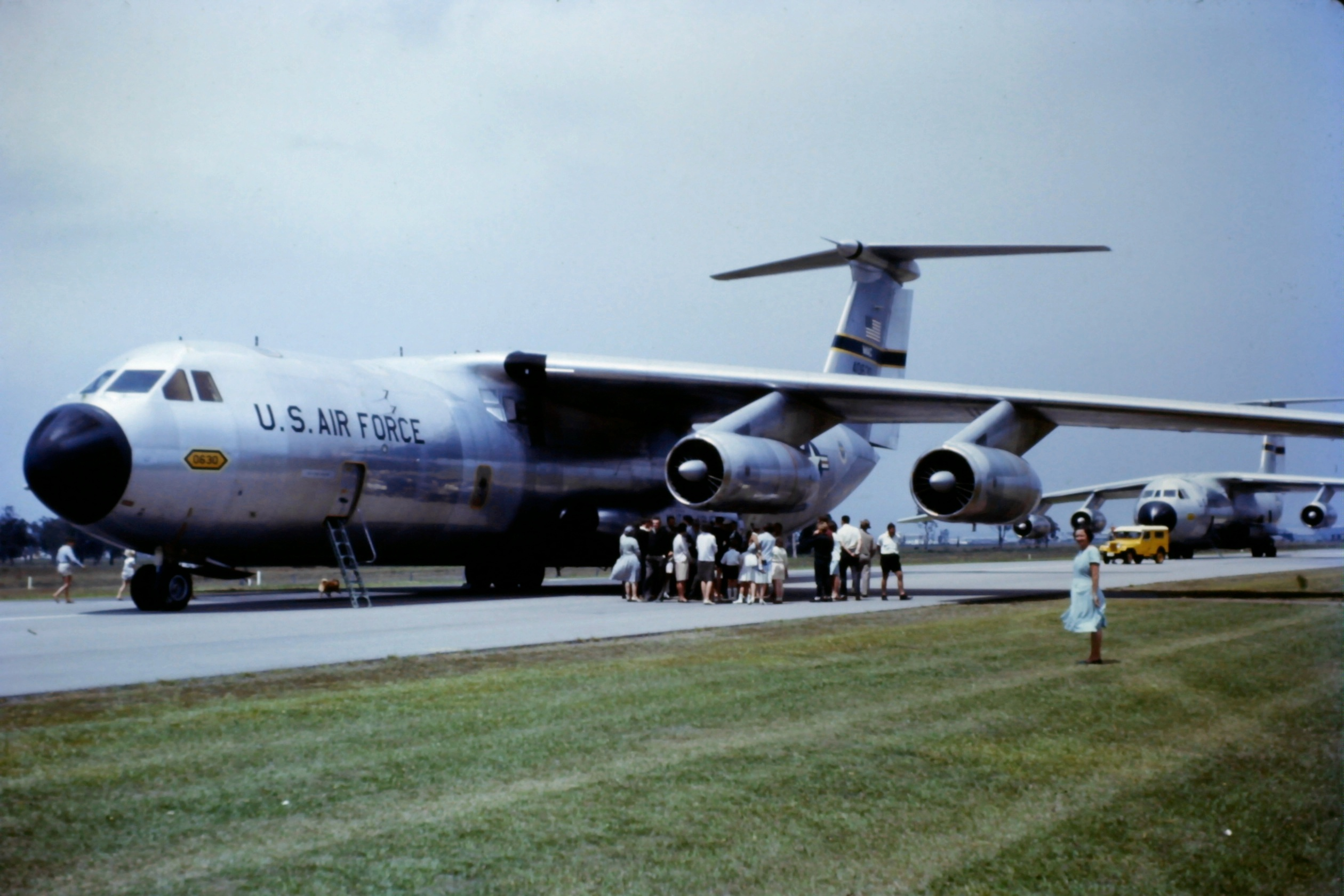
攝於1966年10月22日，澳大利亚布里斯本机场。隸屬第436空运联队的早期C-141A，支援林登·约翰逊总统的访问任務。

洛克希德設計團隊提出內部稱為洛克希德300型的獨特設計。這是第一架從設計開始就針對貨運需求的大型喷气式飞机。相較於該公司先前的設計（使用渦輪螺旋槳動力的C-130型），300型更大、更有動力、更快。基本構型上，300型是一架大型飛機，採用T型尾翼，主翼為高位後掠翼，並裝有四具TF33涡扇发动机。 
洛克希德的設計於1961年3月獲選。 约翰肯尼迪总统就职后的第一个官方行動就是於1961年3月13日下令开发洛克希德300型機，提出初步合約下訂五架飞机以供测试和评估，機型指定为C-141。本型機另一個特點是設計上同時符合军用和民用适航标准。C-141A原型機（序列号61-2775）以创纪录的时间制造和组装，于1963年8月22日在喬治亞州玛丽埃塔的洛克希德工厂出廠；本型機也是首型於該廠設計並量產的飛機。原型機于12月17日首飛，剛好是赖特兄弟第一次飞行60周年。
洛克希德公司與美國空軍合作，利用五架原型機進行了密集測試飛行。 第一架量產型 C-141 於1965年4月出廠。 接下來的三年，洛克希德生產了284架C-141型機（未計入先前的五架原型機），於1968年2月停止C-141型的新機生產作業。

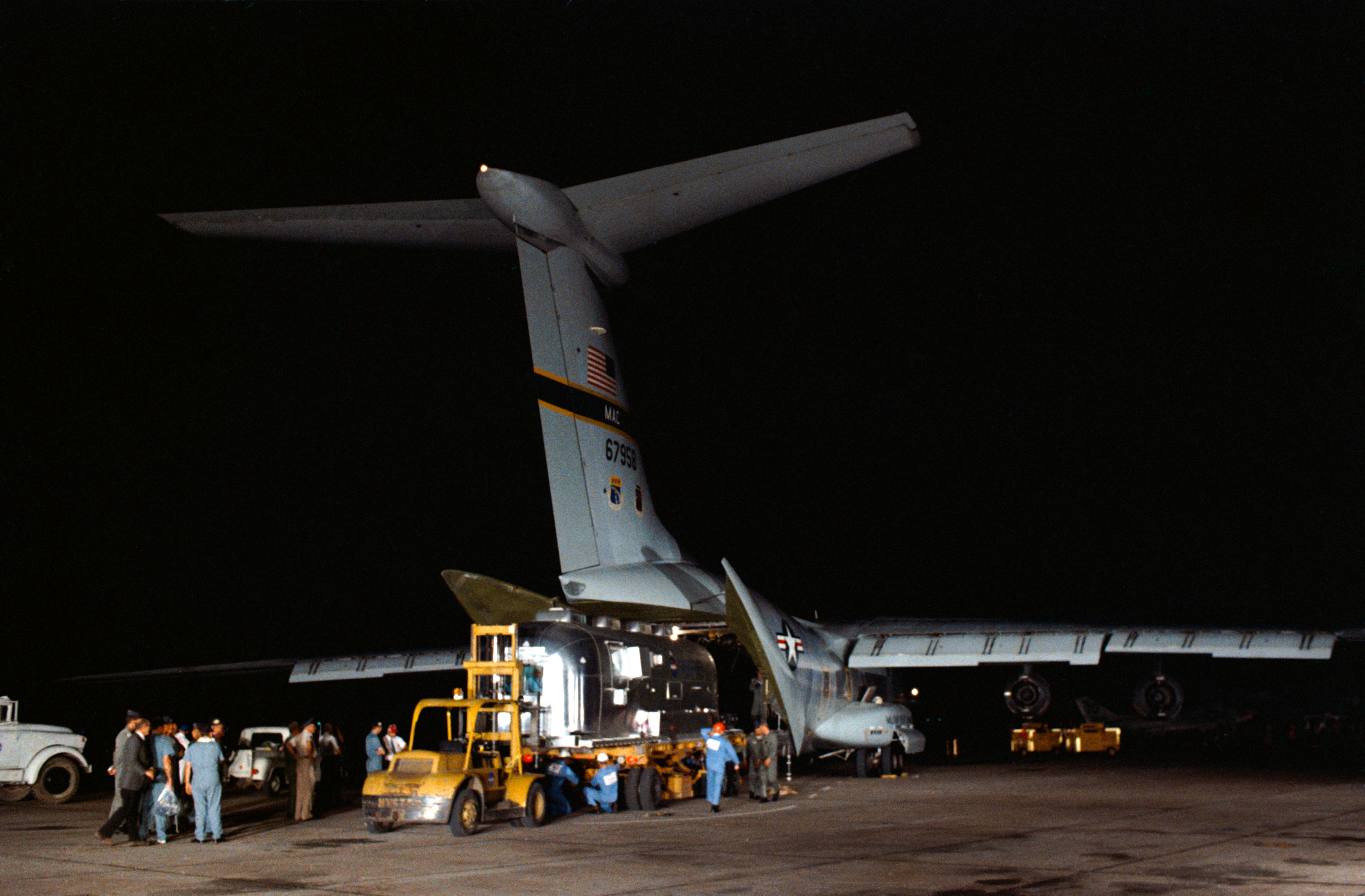
1969年7月27日，一架C-141於埃灵顿空军基地卸下阿波罗11号的移动检疫设施

## 設計
洛克希德 C-141 舉星者運輸機是長程戰略運輸機，設計用於運輸大量貨物或乘客。動力來源為四台 TF33 渦輪風扇引擎，每部推力 21,000 英磅力（93千牛頓），安裝在高位後掠翼下方的吊艙中。機身下方容納可收起的三點式起落架，鼻輪為雙輪，主輪為四輪，後者向前收回於機身兩側的起落架艙中。板通常由四名機組人員操作。
由於採用高位機翼，貨艙內部淨空可達10英尺（3.0）寬、9英尺（2.7公尺）高和70英尺（21公尺）長。因此C-141 能夠裝載完整的 LGM-30 義勇兵洲際彈道飛彈 ；它在短距離內的最大裝載量為 70,847 英磅（32,136公斤），如經適當安排以用於裝載無其他配件的義勇兵飛彈時，載重量可達 92,000 英磅（42,000公斤）。本型機最多可運載154名全副武裝的士兵、123名傘兵或80名擔架病人。但實務上裝載時，一般條件下，尚未達到C-141A 的載重量上限，貨艙空間即已耗盡。
對於地面物流，C-141 的一個重要設計是機艙的地板高度僅距地面 50 英寸（130公分），且後部機身底部上斜，於是經由大型後門可以輕鬆進入機艙。此處配有大型單件式液壓驅動裝載坡道，可簡化車輛和貨物的裝卸。機身後部側面有兩個門，方便空投傘兵（1965 年 8 月，C-141 進行了首次從噴射機空投傘兵的行動）。後貨艙門也可以在飛行中打開以空投貨物。

## 使用单位
美国
美國空軍 – 共284架C-141A、B與C
軍事航空輸送部
- 第1501空運聯隊（英语：1501st Air Transport Wing） – 特拉維斯空軍基地 1965–1966 (後改為第60軍事空運聯隊)

第44空運中隊
第75空運中隊
- 第1607空運聯隊（英语：1607th Air Transport Wing） – 多佛空軍基地 1965-1966 (後改為第436軍事空運聯隊)

第20空運中隊
- 第1608空運聯隊（英语：1608th Air Transport Wing） – 查爾斯頓空軍基地（英语：Charleston Air Force Base） 1965-1966 (後改為第437軍事空運聯隊)

第3空運中隊
- 第1707空運聯隊（英语：1707th Air Transport Wing） – 廷克爾空軍基地（英语：Tinker Air Force Base） 1964-1966 (後改為第443軍事空運聯隊)

第1741空運中隊
軍事空運指揮部/空軍機動司令部
- 第60軍事空運聯隊 - 特拉維斯空軍基地 1966–1998

第7軍事空運中隊 1966-1993
第19空運中隊 1993-1996
第20空運中隊 1993-1998
第44軍事空運中隊 1966-1972
第75軍事空運中隊 1966-1971
第86軍事空運中隊 1966-1993
- 第62軍事空運聯隊 - 麥科德空軍基地（英语：McChord Field） 1966–2000

第4軍事空運中隊 1966-2000
第7空運中隊 1993-2000
第8軍事空運中隊 1966-2000
第36軍事空運中隊 1989-1993
- 第63軍事空運聯隊 - 諾頓空軍基地（英语：Norton Air Force Base） 1967–1993

第14軍事空運中隊 1967-1992
第15軍事空運中隊 1967-1993
第52軍事空運中隊 1988-1992
第53軍事空運中隊 1973-1993
- 第305空中機動聯隊（英语：305th Air Mobility Wing） - 麥奎爾空軍基地（英语：McGuire Air Force Base） 1994-2004

第6空運中隊 1994-2004
第13空運中隊 1994-2000
第18空運中隊 1994-1995
- 第436軍事空運聯隊（英语：436th Military Airlift Wing） - 多佛空軍基地 1966-1973

第9軍事空運中隊 1966-68
第20軍事空運中隊 1966-1973
第58軍事空運中隊 (駐紮於羅賓斯空軍基地) 1967-1971
- 第437軍事空運聯隊 - 查爾斯頓空軍基地 1966-2000

第3軍事空運中隊 1966-70
第14空運中隊 1992-1995
第15空運中隊 1993-1997
第16空運中隊 1993-2000
第17軍事空運中隊 1987-1993
第20軍事空運中隊 1973-1993
第41軍事空運中隊 1966-92
第76軍事空運中隊 1966-1993
- 第438軍事空運聯隊 - 麥奎爾空軍基地 1967-1994 (後改為第305空中機動聯隊)

第6軍事空運中隊 1970-1994
第13空運中隊 1993-1994
第18軍事空運中隊 1968-1994
第30軍事空運中隊 1967-1993
- 第443軍事空運聯隊（英语：443d Military Airlift Wing） - 廷克爾空軍基地 1966-1992

第57軍事空運中隊
教育訓練司令部
- 第97空中機動聯隊（英语：97th Air Mobility Wing） - 阿爾圖斯空軍基地（英语：Altus Air Force Base） 1992-2001

第57空運中隊
空軍後勤司令部
- 華納-羅賓斯空軍後勤中心 - 羅賓斯空軍基地 1966-1992 (負責維修後的飛行測試)

第2875測試中隊
空軍系統司令部
- 航空系統部 - 萊特-派特森空軍基地 1967-1971 (進行飛行測試)
- 第4950測試聯隊 - 萊特-派特森空軍基地 1971-1993

第4953測試中隊 1975-1993
空軍裝備司令部
- 第412測試聯隊（英语：412th Test Wing） - 愛德華空軍基地 1993-1998

第418飛行測試中隊
- 華納-羅賓斯空軍後勤中心 - 羅賓斯空軍基地 1992-2003 (負責維修後的飛行測試)

第339飛行測試中隊
空軍預備役司令部